# Junosuando distrikt
Junosuando distrikt är ett distrikt i Pajala kommun och Norrbottens län. Distriktet ligger omkring Junosuando i norra Norrbotten. 

## Tidigare administrativ tillhörighet
Distriktet inrättades 2016 och utgörs av socknen Junosuando i Pajala kommun.
Området motsvarar den omfattning Junosuando församling hade 1999/2000, dock med två obebodda exklaver exkluderade.

## Tätorter och småorter
I Junosuando distrikt finns två tätorter och en småort.

### Tätorter
- Junosuando
- Kangos

### Småorter
- Lovikka